# J. Jonah Jameson
John Jonah Jameson ó J. Jonah Jameson, és un personatge de ficció de còmic de l'Univers Marvel. Apareix a les historietes de Spiderman, creat per Stan Lee i Steve Ditko. La seva primera aparició es produeix a Amazing Spider-Man num. 1, publicat el 10 de desembre de 1962, amb data de portada març de 1963. Propietari, editor i director executiu del Daily Bugle, Now Magazine i Pulse, president executiu de Jameson Publications, filantrop; ex editor de Jameson News Digest i Woman Magazine, ex editor en cap, ex reporter, ex repartidor de periòdics, i cap de Peter Parker. És dominant, orgullós, maniàtic, gasiu i obsessiu, rares vegades deixa de cridar als seus empleats tret que necessiti quelcom.

## Història del personatge
J. Jonah Jameson va començar la seva carrera periodista com reporter ocasional per al Daily Bugle novaiorquès, mentre encara estudiava a l'institut. Durant molts anys va exercir de periodista, incloent el temps passat com a corresponsal de guerra. En cert moment, Jameson va comprar el Bugle, que travessava dificultats financeres, amb els diners obtinguts de vendre les seves propietats personals i la seva herència. Des de llavors, el Bugle es va convertir en propietat de la companyia Jameson Publicacions, reservant-se el càrrec de director i de redactor en cap, aconseguint revitalitzar el tabloide que el Bugle ha mantingut fins a l'actualitat, i dedicant des de llavors un gran espai al material fotogràfic. En un moment donat, la companyia de Jameson va comprar l'edifici Goodman, situat en l'encreuament del carrer 39 i la 2a Avinguda a Manhattan, i va traslladar allí la seva redacció i administració, des de llavors, l'edifici és conegut com l'edifici Daily Bugle.
J. Jonah Jameson va contreure matrimoni per primera vegada, amb una dona de nom Joan, amb la qual va tenir un fill, John, que més tard es convertiria en astronauta per a la NASA. La primera dona de Jameson va ser assassinada quan Jameson va dirigir les primeres investigacions del Bugle cap al crim organitzat de Nova York. El seu assassí, que havia de matar a Jameson, no a la seva esposa, va ser un home anònim que duia màscara, d'on procedeix l'aversió de Jameson contra els herois emmascarats. La primera esposa de Jameson va morir en circumstàncies que no han estat revelades.
Durant dècades Jameson ha utilitzat el periòdic per a llançar una croada en favor dels drets de les minories i contra el crim organitzat. Els seus esforços en aquest últim camp li han dut a ser amenaçat per Kingpin, el major criminal de la ciutat sota la façana d'empresari, però que controla tot el crim organitzat de la ciutat. Kingpin va arribar a ordenar el seu assassinat, no obstant això, no ha acoquinat Jameson, que va seguir atacant Kingpin i a la resta dels criminals.
El Daily Bugle va arribar a contractar els serveis d'un fotògraf novençà, que encara estava en l'institut, i el nom del qual era Peter Parker. Encara que ningú ho sabia, el jove fotògraf era en realitat l'aventurer emmascarat conegut com Spiderman. Des de l'aparició de l'aràcnid, Jameson s'ha fet famós pels seus editorials contra ell, a més de contra altres herois emmascarats.
Spiderman va començar a atreure l'atenció del públic utilitzant els seus poders en teatres i programes de televisió. Però quan Spiderman va capturar a un lladre, Jameson es va sentir ultratjat perquè aquest artista emmascarat s'aprofitava dels seus perillosos poders per fer justícia pel seu compte. Jameson va començar a criticar a Spiderman en els editorials del seu periòdic, i va assolir sembrar el dubte en els seus lectors sobre els motius del misteriós Spiderman. Com a conseqüència, Spiderman va ser inclòs en la llista negra de tota la indústria de l'espectacle. Poc després, mentre John Jameson, el fill de J.J. Jameson, es trobava realitzant una missió orbital terrestre, la seva càpsula espacial va sofrir una fallada en el mòdul de comandament. Spiderman i Jonah Jameson es van conèixer personalment quan el primer va acudir a oferir la seva ajuda per a rescatar a John. Quan Spiderman va assolir rescatar al jove Jameson, Jonah, el va acusar públicament de sabotejar la càpsula per salvar al seu fill i obtenir publicitat, i va denunciar la seva irrupció il·legal en la base militar. Com a resultat de les acusacions, Spiderman va ser declarat fora de la llei.
Jameson ha continuat les denúncies contra Spiderman al llarg dels anys, basant-les sempre en la seva denúncia dels justiciers. Encara que a Jameson no semblen agradar-li els superherois, és més tolerant amb els que col·laboren amb el govern, com els Venjadors, i ha declarat en alguna ocasió la seva admiració pel Capità Amèrica. Cal posar l'accent que Jameson, clar defensor dels drets humans, mai ha actuat fanàticament contra els éssers superhumans, per exemple, mai no ha compartit el prejudici racial contra els mutants.
A pesar del sentiment anti superheroi, Jameson ha dirigit diversos intents secrets per a capturar a Spiderman. Per exemple, va induir al Dr. Farley Stilwell a transformar a un home en l'Escorpí per a combatre contra l'aràcnid, no obstant això, l'experiment va sortir malament, el subjecte es va convertir en un perillós criminal i Jameson s'ha culpat d'això des de llavors. Més tard, va encarregar la creació del primer "Mata-aranyes", robots creats per Spencer Smythe per combatre Spiderman. Tot i això, Jameson no és un assassí, i solament intenta desemmascarar a Spiderman, no matar-lo. A més, Jameson ha contractat els serveis d'altres superhumans perquè capturessin a Spiderman, com ara els casos de Luke Cage, Ka-Zar o Factor-X.
Més tard, Jameson va contractar a la Doctor Marla Madison perquè li construís un nou robot "Mata-aranyes", però finalment va acabar enamorant-se d'ella i casant-se. Norman Osborn, àlies del Follet Verd, va descobrir la implicació de Jameson en la creació de L'Escorpí, i ho va anotar en els seus diaris. La mort d'Osborn, podria haver significat que aquesta implicació mai sortís a la llum, no obstant això, els diaris van caure en mans d'altre criminal, el Follet, que va intentar fer xantatge a Jameson perquè no fes pública la notícia. Encara que el pla va fracassar a causa de la intervenció de Spiderman, Jameson va revelar públicament la seva culpabilitat i va dimitir com redactor en cap del Bugle, nomenant com successor a Joseph Robertson. No obstant això, Jameson va seguir com a director del periòdic i amo del periòdic, i contínua tenint un paper molt actiu en la seva publicació.
El fet de tenir a Spiderman en la nòmina, a més de ser un dels principals opositors a l'aràcnid, han provocat que tant Jameson com el Bugle hagin estat objectiu d'atacs per part d'enemics de Spiderman. En un moment donat, un altre dels enemics de Spiderman, el Puma, va usar la seva riquesa per a comprar el Daily Bugle a Jameson, per a iniciar una campanya a favor de Spiderman, per a pagar un deute d'honor que havia contret amb el superheroi. Finalment Spiderman i el Puma van quedar en pau, i el Bugle va tornar a les mans del seu legítim amo.
Malvats com Venom, Carnage, el Doctor Octopus i l'Escorpí han pretès atacar o atreure a Spiderman a través de Jameson, i pesar que l'aràcnid ha salvat al director del Bugle en totes aquestes ocasions, i ha salvat al fill de Jameson i a la seva esposa en altres vegades, el rancor del director del Bugle no ha desaparegut. Després de la mort de Jeremy Franklin, un amic de la família, Jonah i Marla van decidir adoptar a la seva filla adolescent, ignorant per complet que Mattie Franklin era en secret la nova Spiderwoman. Jonah es va assabentar de la doble identitat de Mattie quan la noia va desaparèixer i va ser trobada per les detectius Jessica Jones i Jessica Drew. Juntes la van rescatar de Denny Haynes, un traficant de drogues de poc calat que l'estava utilitzant per a guanyar una petita fortuna venent Hormona de Creixement Mutant. Com agraïment per salvar a la seva filla, Jonah va acabar contractant a Jessica Jones com consellera de Pulse.
En una altra ocasió oferiria una recompensa per la identitat de Spidey. Serien 5 milions amb els quals finançaria el follet Verd en secret; això li va ocasionar molts problemes a Parker a més que van morir al voltant de tres persones per la qual cosa va decidir jugar-se-la i reclamar el premi assegurant-li a Jameson que el seu fill John Jameson era Spiderman, amb el qual va desistir d'oferir la recompensa. I fins i tot per un temps li va donar bona publicitat. No obstant això, la seva aversió cap a Spiderman no va trigar a ressorgir.
Quan Spiderman es va unir als Nous Venjadors, i el Capità Amèrica i Iron Man van intentar convèncer a Jameson perquè acabés la seva mala premsa contra ell, Jonah no es va deixar convèncer i, fins i tot, va atacar públicament a la nova formació dels Venjadors a través del seu periòdic. A l'esclatar la Guerra Civil, a causa de la seva coneguda fòbia cap als superherois, òbviament va imposar que la línia del periòdic fora clarament a favor de l'Acta de Registre Superhumà.
Per a Jonah va ser un xoc descobrir que Peter Parker, qui havia treballat durant anys com fotògraf, era Spiderman, quan en el transcurs d'una roda de premsa va fer pública la seva identitat secreta. Després de reposar-se de la impressió va decidir demandar al seu anterior protegit judicialment per frau, però es va trobar que el govern havia decidit amnistiar totes les seves anteriors intervencions com Spiderman. Per si no fos poc, Jonah va rebre un altre dur cop quan el seu fill John va decidir contreure matrimoni amb Jennifer Walters, l'advocada que públicament era coneguda com a Hulka, però ràpidament es va guanyar al seu sogre al decidir prendre la seva causa de frau contra Spiderman. Robbie Robertson va decidir plantar-li cara per la seva obsessió contra Spiderman. Incapaç de controlar-se i acceptar que havia anat massa lluny, Jonah va decidir acomiadar-lo. No obstant això, Peter Parker les hi va enginyar per a obtenir fotos comprometedores de Jonah copejant-lo i les va utilitzar perquè retirés els càrrecs en contra seua i tornés a contractar a Robertson.
Després que Mefisto alterés la continuïtat, el món va oblidar que Spiderman havia revelat la seva identitat secreta. Peter, de nou vivint amb la seua tia May (que s'havia recuperat completament de les ferides de bala sofertes gràcies al pacte amb el diable), havia decidit deixar les seves activitats com Spiderman a causa de l'assetjament que sofria per part dels herois registrats. Com a conseqüència, les vendes del Daily Bugle van començar a baixar dràsticament, fins a tal punt que Jonah corria perill de perdre la majoria de les accions del seu periòdic, especialment perquè Dexter Bennett amenaçava d'assolir una majoria. Feia setmanes que els sous dels empleats s'havien congelat perquè Jonah disposés de solvència per a resistir la crisi. Enmig d'aquest clima, Peter va acudir a l'oficina de Jonah para exigir-li que li paguessin els seus endarreriments, ja que ell mateix estava passant també per serioses dificultats. Jonah es va alterar i quan Peter li va replicar alçant-li la veu, li va donar un atac al cor. Després d'ingressar-lo d'urgències van haver d'intervenir-lo quirúrgicament per a salvar-li la vida. Mentre estava encara sota els efectes de l'anestèsia la seva muller Marla va decidir vendre les seves accions a Bennett, amb l'esperança que al desprendre's del periòdic millorés la salut del seu marit.

## Comparacions
L'"alter-ego" de J. Jonah Jameson en l'editorial DC Comics és l'editor en cap del Daily Planet, Perry White cap de Clark Kent (Superman).

## Altres adaptacions
En les pel·lícules de Spiderman és interpretat per J.K. Simmons.